# Mundur galowy Sił Powietrznych

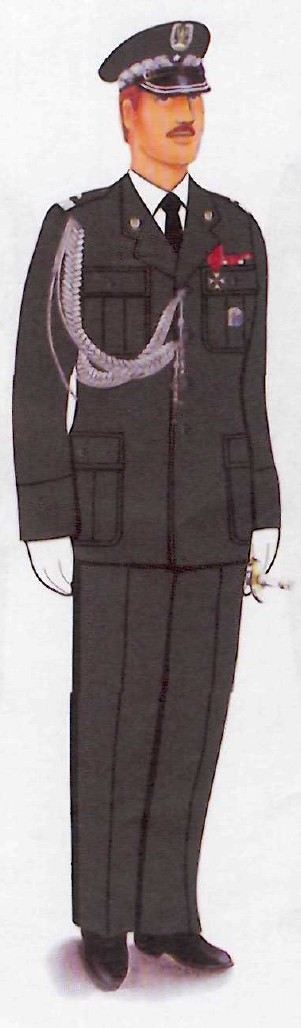
Ubiór galowy generała Sił Powietrznych

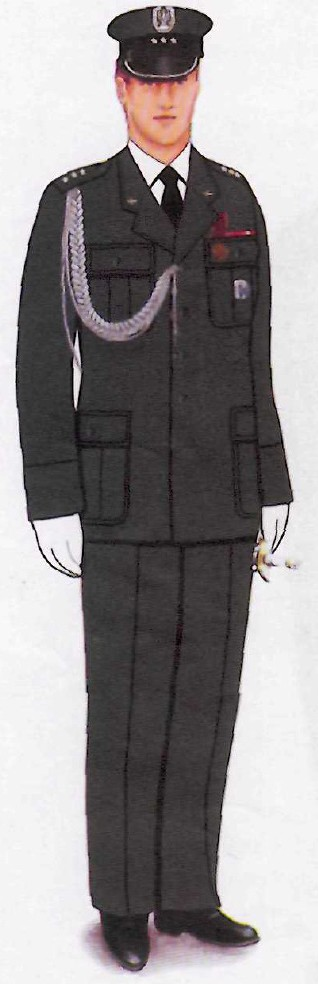
Ubiór galowy żołnierza Sił Powietrznych

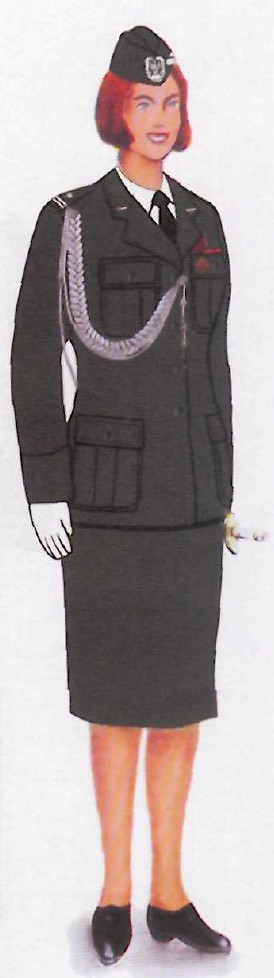
Ubiór galowy żołnierza-kobiety Sił Powietrznych

Mundur galowy Sił Powietrznych – zbiór umundurowania galowego obowiązujący aktualnie w Siłach Powietrznych Sił Zbrojnych RP.
Ubiór galowy noszony jest: podczas uroczystości państwowych i wojskowych, wręczania aktów mianowań na kolejne stopnie wojskowe oraz dekoracji żołnierzy orderami i odznaczeniami, uroczystości wręczania sztandarów, orderów i odznaczeń jednostkom wojskowym, zaprzysiężenia i ślubowania żołnierzy, rozpoczęcia roku szkolnego, immatrykulacji oraz promocji w szkołach wojskowych, uroczystości przy Grobie Nieznanego żołnierza i innych miejscach pamięci narodowej, świąt rodzajów Sił Zbrojnych i świąt jednostek wojskowych, uroczystych spotkań służbowych, innych uroczystości, wystąpień indywidualnych, z wyjątkiem wystąpień, dla których przewidziany jest ubiór wyjściowy.
Umundurowanie wyjściowe składa się z wielu sortów mundurowych. Wyróżniono w sumie 2 zestawy przeznaczonych dla mężczyzn (na lato i na zimę) oraz 2 dla kobiet (1 letni i 1 zimowy).

## Elementy umundurowania galowego

### Nakrycia głowy
Czapka garnizonowa jest w kolorze stalowym. Otok barwy czarnej. Wyróżniamy kilka rodzajów czapek garnizonowych: dla szeregowych i podoficerów, dla oficerów młodszych, dla oficerów starszych i dla generałów. Wariant dla oficerów młodszych posiada naszyty na całym łuku daszka tuż przy jego krawędzi jeden galon, wersja dla oficerów starszych natomiast posiada dwa galony. Czapki generalskie posiadają dwa galony oraz wężyk generalski na otoku. Na wszystkich rodzajach umieszczony jest orzeł Sił Powietrznych haftowany srebrzystym bajorkiem na podkładce barwy czarnej. Korona, dziób i szpony haftowane bajorkiem złocistym.
Furażerka w kolorze stalowym stanowi galowe nakrycie głowy żołnierzy-kobiet. Z przodu umieszczony znak orła Sił Powietrznych wykonany metodą termonadruku.

### Koszule
Koszula oficerska koloru białego zapinana jest na 7 guzików. Koszula posiada długi rękaw z mankietem zapinanym na guzik lub spinkę. Szwy barkowe skierowane są nieco ku przodowi. Dół koszuli zaokrąglony.
Koszulo-bluza z krótkimi rękawami koloru białego zapinana jest z przodu na 7 guzików. Na szwach barkowych skierowanych w przód umieszczono dwa guziki pozwalające na zamocowanie naramienników z oznaczeniem stopnia. Z przodu u góry naszyte dwie kieszenie zapinane na guzik.
Koszulo-bluza oficerska z długimi rękawami koloru białego ma podobną konstrukcję do koszulo-bluzy z krótkimi rękawami. Zasadniczą różnicą są długie rękawy zakończone mankietami zapinanymi na guziki.
Koszula oficerska damska koloru białego zapinana na 7 guzików na damską stronę. Koszula posiada długi rękaw z mankietem zapinanym na guzik lub spinkę. Szwy barkowe skierowane są nieco ku przodowi. Dół koszuli zaokrąglony. Krój koszuli dopasowany jest do kobiecej sylwetki.
Koszulo-bluza oficerska damska z krótkimi rękawami koloru białego zapinana z przodu na 7 guzików na damską stronę. Na szwach barkowych skierowanych w przód umieszczono dwa guziki pozwalające na zamocowanie naramienników z oznaczeniem stopnia. Z przodu u góry naszyte dwie kieszenie zapinane na guzik. Krój koszulo-bluzy dopasowany jest do kobiecej sylwetki.
Koszulo-bluza oficerska damska z długimi rękawami koloru białego ma podobną konstrukcję do koszulo-bluzy z krótkimi rękawami. Zasadniczą różnicą są długie rękawy zakończone mankietami zapinanymi na guziki. Krój koszulo-bluzy dopasowany jest do kobiecej sylwetki.

### Bluzy i spodnie
Mundur letni oficerski wykonany z tropiku mundurowego w kolorze stalowym. Kurtka jednorzędowa z wykładanym kołnierzem i wyłogami, zapinana na cztery guziki. Z przodu umieszczono cztery kieszenie. Kurtka ponadto posiada naramienniki. Na prawym szwie barkowym przyszyty guzik do przypięcia sznura galowego. Na guzikach umieszczono znak orła Sił Powietrznych. Spodnie długie, bez mankietów zwężane ku dołowi.
Mundur galowy oficerski wykonany z tkaniny w kolorze stalowym.
Mundur galowy generalski wykonany z tkaniny w kolorze stalowym.
Kurtka i spodnie munduru wyjściowego damskiego (ze spódnicą) wykonane są z gabardyny mundurowej w kolorze stalowym. Krój umundurowania dopasowany jest do damskiej figury. Kurtka jednorzędowa z wykładanym kołnierzem i wyłogami, zapinana na cztery guziki na damską stronę. Z przodu umieszczono cztery kieszenie. Kurtka ponadto posiada naramienniki. Na guzikach umieszczono znak orła Sił Powietrznych. Spodnie długie, bez mankietów zwężane ku dołowi. Długość spódnicy – do kolan. Z boku umieszczono zamek błyskawiczny.
Kurtka i spodnie munduru letniego damskiego (ze spódnicą) wykonane są z tropiku mundurowego w kolorze stalowym. Krój taki jak przy umundurowaniu wyjściowym damskim.

### Akcesoria
Krawat w kolorze czarnym.
Spinki do mankietów w kolorze niebieskim.
Rękawiczki oficerskie w kolorze białym.
Sznur galowy barwy matowosrebrzystej nosi się na prawym ramieniu, przypinając je pod naramiennikiem przy wszyciu rękawa. Pętelkę sznura zapina się na pierwszym górnym guziku zapięcia munduru. Dłuższy warkocz sznura galowego generała umieszcza się pod rękawem i zapina na pierwszy guzik, drugi warkocz ułożony na piersi zapina się na drugi od góry guzik munduru. Pętle sznurów galowych oficerskich i generała zakłada się pod prawy rękaw kurtki munduru.
Skarpetki koloru czarnego.
Pasek skórzany oficerski wykonany z czarnej, naturalnej skóry.
Pończochy lub rajstopy w kolorze cielistym. Przeznaczone wyłącznie dla żołnierzy-kobiet.

### Obuwie
Półbuty galowe wykonane są z czarnej, naturalnej skóry. Przeznaczone wyłącznie dla żołnierzy-mężczyzn.
Półbuty damskie galowe wykonane są z czarnej, naturalnej skóry. Jest to obuwie typu czółenko. Przeznaczone do noszenia wraz z mundurem wyjściowym lub galowym. Przeznaczone wyłącznie dla żołnierzy-kobiet.
Kozaki damskie wykonane są z czarnej, naturalnej skóry bydlęcej. W środku posiadają wyściółkę wykonaną z tkaniny ocieplającej. Dla ułatwienia wkładania, z boku umieszczony jest zamek błyskawiczny. Przeznaczone do noszenia wraz z mundurem wyjściowym lub galowym w okresie jesienno-zimowym. Przeznaczone wyłącznie dla żołnierzy-kobiet.
Botki zimowe oficerskie wykonane są z czarnej, naturalnej skóry licowej. Z boku but posiada zamek błyskawiczny pomocny przy zakładaniu. Jako ocieplenie zastosowano włókninę ocieplającą Thinsulate.

## Zestawy przeznaczone dla mężczyzn

### Zestaw 1 (na zimę)
W skład zestawu wchodzi:
- czapka garnizonowa
- koszula koloru białego ze spinkami[m]
- mundur galowy generała[n]
- mundur galowy oficerski
- krawat
- rękawiczki skórzane
- półbuty galowe
- skarpetki
- pasek do spodni
- sznur galowy.

### Zestaw 2 (na lato)
W skład zestawu wchodzi:
- czapka garnizonowa,
- koszula koloru białego ze spinkami[m],
- mundur letni galowy generała[n],
- mundur letni galowy oficerski,
- krawat,
- rękawiczki skórzane,
- półbuty galowe,
- skarpetki,
- pasek do spodni,
- sznur galowy.

Ponadto, w razie potrzeby oraz na czas przejazdu lub dojścia do miejsca uroczystości, zezwala się nosić w składzie ubioru galowego (w zależności od pory roku), płaszcz sukienny lub letni z szalikiem lub bez. Po zakończeniu części oficjalnej uroczystości, w pomieszczeniach zamkniętych lub przy wysokich temperaturach, dopuszcza się możliwość występowania bez kurtki mundurowej, w koszulo-bluzie z krawatem i spinką do krawata.
Regulaminy dopuszczają noszenie kordzika Sił Powietrznych wraz z umundurowaniem galowym.

## Zestawy przeznaczone dla kobiet

### Zestaw 1 (na zimę)
W skład zestawu wchodzi:
- furażerka,
- kurtka munduru wyjściowego damskiego,
- spódnica lub spodnie munduru wyjściowego damskiego,
- krawat,
- koszula koloru białego ze spinkami[m],
- rękawiczki skórzane,
- pończochy lub rajstopy,
- półbuty galowe damskie,
- pasek do spodni,
- sznur galowy.

### Zestaw 2 (na lato)
W skład zestawu wchodzi:
- furażerka,
- kurtka munduru wyjściowego letniego damskiego,
- spódnica lub spodnie munduru wyjściowego letniego damskiego,
- krawat,
- koszula koloru białego ze spinkami[m],
- rękawiczki skórzane,
- pończochy lub rajstopy,
- półbuty galowe damskie,
- pasek do spodni,
- sznur galowy.

Ponadto, w razie potrzeby oraz na czas przejazdu lub dojścia do miejsca uroczystości, zezwala się nosić w składzie ubioru galowego (w zależności od pory roku), płaszcz sukienny lub letni z szalikiem lub bez. Po zakończeniu części oficjalnej uroczystości, w pomieszczeniach zamkniętych lub przy wysokich temperaturach, dopuszcza się możliwość występowania bez kurtki mundurowej, w koszulo-bluzie z krawatem i spinką do krawata.
Regulaminy dopuszczają noszenie kordzika Sił Powietrznych wraz z umundurowaniem galowym.

## Zasady noszenia oznak wojskowych na umundurowaniu galowym

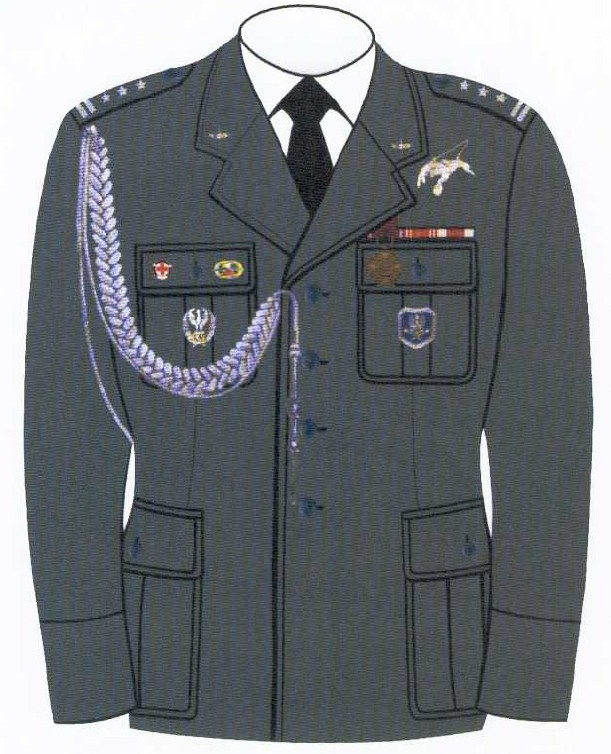
Sposób rozmieszenia orderów, odznaczeń i oznak na kurtce munduru galowego Sił Powietrznych

### Orły wojskowe
Na kołnierzu generalskich kurtek mundurowych umieszcza się znak orła generalskiego haftowanego srebrzystym bajorkiem. Korona, dziób i szpony haftowane są bajorkiem złocistym.
Natomiast na kołnierzu kurtek mundurowych używanych przez marszałka Polski umieszcza się znak orła marszałka Polski haftowanego srebrzystym bajorkiem. Korona, dziób, szpony i głowice buław haftowane są bajorkiem złocistym.

### Oznaka przynależności państwowej
Na lewym rękawie ubiorów galowych umieszcza się oznakę przynależności państwowej w postaci naszywki z godłem Rzeczypospolitej Polskiej (obowiązkowo podczas służby poza granicami kraju, w kraju opcjonalnie)

### Oznaki stopni wojskowych
Oznaki stopni wojskowych w Siłach Powietrznych na umundurowaniu galowym są wyszyte nicią barwy matowosrebrzystej. Nosi się je na naramiennikach kurtek mundurów galowych.

### Oznaki korpusów osobowych
Oznaki korpusów osobowych (tzw. korpusówki) nosi się na kołnierzach kurtek mundurowych. Generałowie oraz marszałek Polski zamiast korpusówek noszą znaki orłów generalskich i marszałka Polski.

### Oznaki rozpoznawcze
Oznaki rozpoznawcze jednostki nosi się na lewym (w batalionie reprezentacyjnym Wojska Polskiego na prawym) rękawie kurtki munduru galowego.

### Oznaka identyfikacyjna z nazwiskiem
Oznakę identyfikacyjną z nazwiskiem nosi się nad klapką prawej górnej kieszeni kurtek mundurów galowych.